# Sukeban Deka The Movie
Sukeban Deka Il Film (スケバン刑事?) è un film del 1987 diretto da Hideo Tanaka.
È il sequel della serie TV Sukeban Deka II: Shōjo Tekkamen Densetsu, basata sulla serie manga Sukeban Deka scritta e illustrata da Shinji Wada. È interpretato da Yoko Minamino e Yui Asaka, che erano anche nella serie TV. Il film è stato seguito da Sukeban Deka the Movie 2: Counter-Attack from the Kazama Sisters nel 1988.

## Trama
L'ormai diciottenne Yoko Godai ha abbandonato il suo nome di agente speciale Saki Asamiya per tornare alla sua vita normale e sta studiando per gli esami di ammissione all'università. Tuttavia, si imbatte accidentalmente in un giovane di nome Kazuo Hagiwara che fugge da un gruppo di sicari e scopre che proviene da Sankou Gakuen, una scuola privata situata in un'isola remota conosciuta come Castello dell'Inferno. La scuola è governata da un ex leader rivoluzionario che si pensa sia morto di nome Hattori  che sta cercando di fare il lavaggio del cervello agli studenti trasformandoli in terroristi per aiutarlo a organizzare un colpo di stato fascista in Giappone. Vengono quindi attaccati e catturati in un autobus guidato da scagnozzi di Sankou Gakuen, che procedono a sottoporre Saki a torture elettriche, ma riescono a scappare.
Ora sapendo che sono in pericolo, Saki chiede aiuto alla sua amica di lunga data Kyoko "Marble Okyo" Nakamura e Megumi Kato, la sorella di un amico di Kazuo che è ancora sull'isola. A loro si unisce anche il successore di Yoko come Saki Asamiya, il coraggioso Yui Kazama di Sukeban Deka III . Tuttavia, prima che possano fare una mossa, vengono attaccati da un elicottero inviato da Hattori, e Kazuo muore proteggendo Saki prima che lei lo distrugga con il suo vecchio yo-yo. Dopo essersi riunito con l'altro amico di Yoko, Yukino Yajima, il gruppo pianifica un'incursione a Sankou Gakuen per abbattere Hattori. Incontrano l'ex custode di Yoko Nishizawa, che le dà una versione migliorata della sua arma, uno yo-yo quadruplo con 16 volte la potenza della sua arma precedente ma anche il rischio di infliggere danni irreparabili al suo stesso braccio.
La squadra riesce a infiltrarsi nell'isola attraverso la sua costa, ma vengono catturati quando Megumi li tradisce in cambio della possibilità di rivedere suo fratello Kikuo. Le ragazze vengono presentate al malvagio preside Hattori, che si rivela essere un cyborg quando sconfigge Saki in un duello con le sue armi integrate. Tuttavia, Megumi cambia nuovamente squadra dopo aver scoperto che suo fratello è stato lobotomizzato e li aiuta a scappare. La squadra si fa strada attraverso l'esercito di Hattori e specialmente i suoi giovani combattenti d'élite, e Megumi sacrifica la sua vita per salvare Saki da un attacco, compensando il suo tradimento. Mentre la squadra si prepara a far saltare in aria l'isola, Asamiya e Hattori combattono di nuovo, ma questa volta il Sukeban Deka lo sconfigge con il suo nuovo yo-yo e lo uccide con l'elettricità, quasi schiacciandole il braccio nel processo. Gli studenti vengono liberati e Sankou Gakuen viene distrutto per sempre.